# Merlu du Cap
Merluccius capensis
Espèce
Le merlu du Cap, merlu blanc du Cap, merlu côtier du Cap ou simplement merluch (Merluccius capensis) est une espèce de poissons marins de la famille des merlucciidés. On le trouve dans le sud-est de l'océan Atlantique à des profondeurs comprises entre 150 et 450 m. Sa longueur est d'environ 50 cm.